# La Chapelle-Bertin
La Chapelle-Bertin település Franciaországban, Haute-Loire megyében. Lakosainak száma 50 fő (2022. január 1.). La Chapelle-Bertin Allègre, Collat, Josat, Monlet, Saint-Pal-de-Senouire és Varennes-Saint-Honorat községekkel határos.

## Népesség
A település népességének változása:
| Lakosok száma | 140  | 84   | 88   | 62   | 58   | 53   | 48   | 46   | 47   | 50   |
|               | 1968 | 1982 | 1990 | 2006 | 2013 | 2015 | 2017 | 2019 | 2020 | 2022 |